# Часовая башня (Нижний Новгород)
Часовая башня — башня Нижегородского кремля. Расположена в нагорной части между Северной и Ивановской башнями, на самом краю кремлёвской горы. Прясло между Часовой и Северной башнями — самое короткое в Кремле: его длина — всего 39 метров.

## Описание
Располагаясь на самой высокой точке крепости, Часовая башня служила главным сторожевым постом и, вероятно, была центром командования крепостным гарнизоном. У нижегородского краеведа Николая Храмцовского можно встретить объяснение названия башни: в XVI веке за счёт государевых средств на сооружении были установлены главные городские часы и набатные колокола, звон которых взывал защитников цитадели к обороне.
Часовой механизм размещался наверху башни, внутри деревянной часовой избы, выполненной в виде пятигранного сруба. В соответствии с суточным счётом Древней Руси, циферблат имел 17 делений, по количеству часов самого продолжительного московского летнего дня. Отдельно отсчитывали дневные и ночные часы: первый час восхода солнца знаменовал 1-й час дня, а час солнечного заката обозначал 1-й час ночи.
В XVIII столетии, после реконструкции, часовой механизм стал отбивать и доли часа, о чём свидетельствует опись 1703 года, сделанная нижегородским воеводой. При башне служил специально обученный часовщик, следивший за точностью хода часов. С дозорной вышки Часовой башни наблюдали за приближением неприятеля по Волге и по суше. Фортификация не имела орудийных установок и пушек, но в башенном погребе хранили порох и продовольственные припасы.
Во время пожара 1807 года Часовая башня утратила каменные своды, на стенах появились сквозные трещины. В 1954 году реставраторы возродили сооружение, восстановив своды, зубцы, фрагменты повреждённой кладки и деревянную надстройку. Верхний шатёр башни был увенчан позолоченным флюгером-флажком в виде оленя — символа Нижнего Новгорода.
В годы Великой Отечественной войны на верхней площадке Часовой башни стояли зенитные пулемёты, служившие воздушной обороной Нижнего Новгорода. С 1970-х годов в башне находится пост №1 у Вечного огня, где в советское время несли почётный караул школьники-комсомольцы.
Под пряслом между Часовой и Северной башнями проходит линия фуникулёра, воссозданного в начале 2020-х годов.

### Восстановление исторических часов
В декабре 2023 — январе 2024 года на Часовой башне были воссозданы древний 17-часовой циферблат и часовой механизм, к которому подведена система боя из 8 колоколов. Часы размещены на северо-западной (наружной) грани часовой избы, поэтому увидеть их можно только с площади Народного Единства.
Эскиз циферблата был разработан по зарисовкам часов московской Спасской башни XVII века, а за основу механизма был взят датированный XVI веком механизм башенных часов, хранящийся в Новочеркасском музее. Каждый час колокола вызванивают мелодию песни «Славься» из оперы Михаила Глинки «Жизнь за царя».
Первоначально идея воссоздания часов была предложена в 1950-е годы при проведении работ по реставрации башен и восстановлению часового сруба. Проект башни и первые эскизы циферблата были разработаны архитектором Святославом Агафоновым в 1959 году.

## Галерея

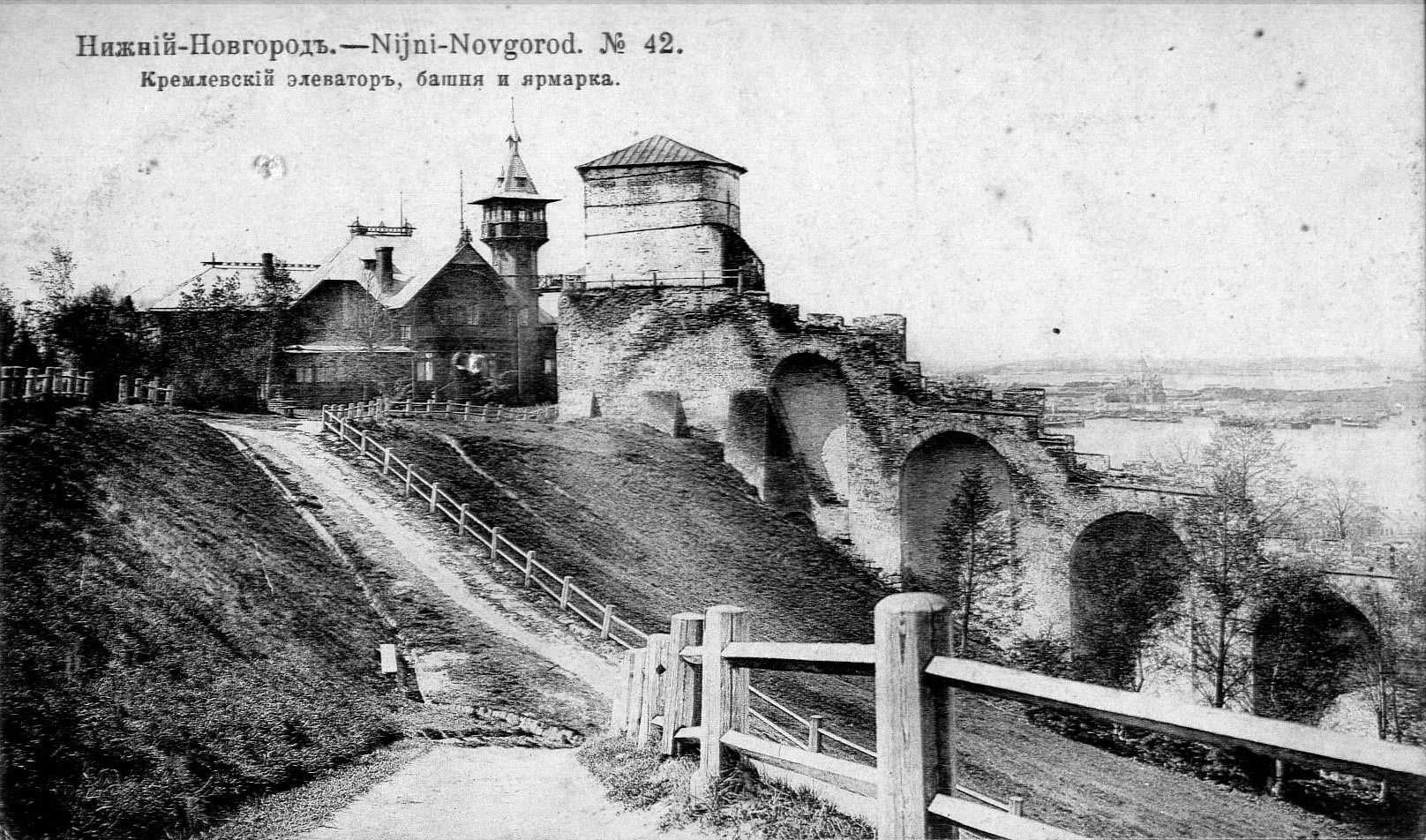
Часовая башня до реставрации. Фото 1913 года
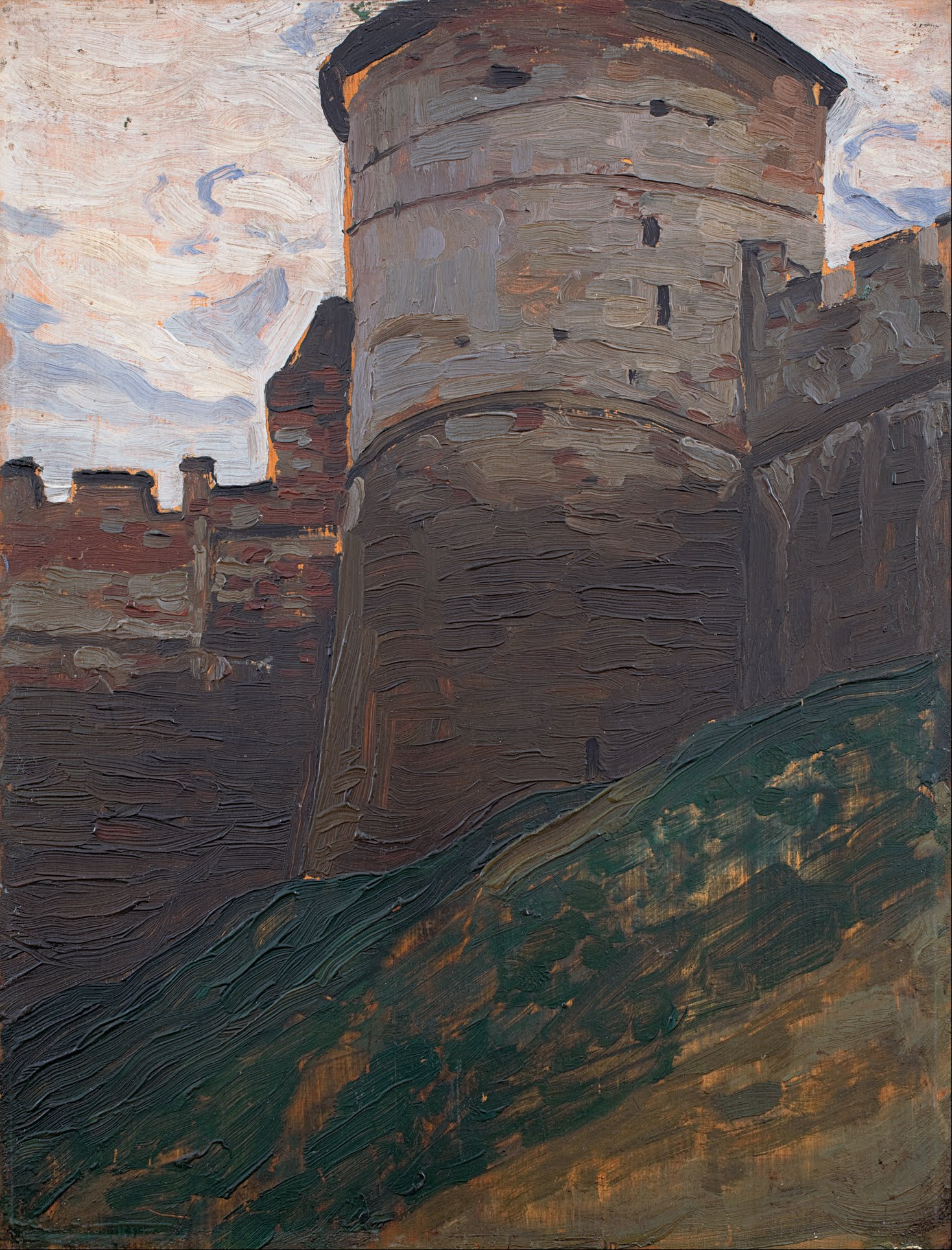
Башня на картине Н. К. Рериха (1903 год)
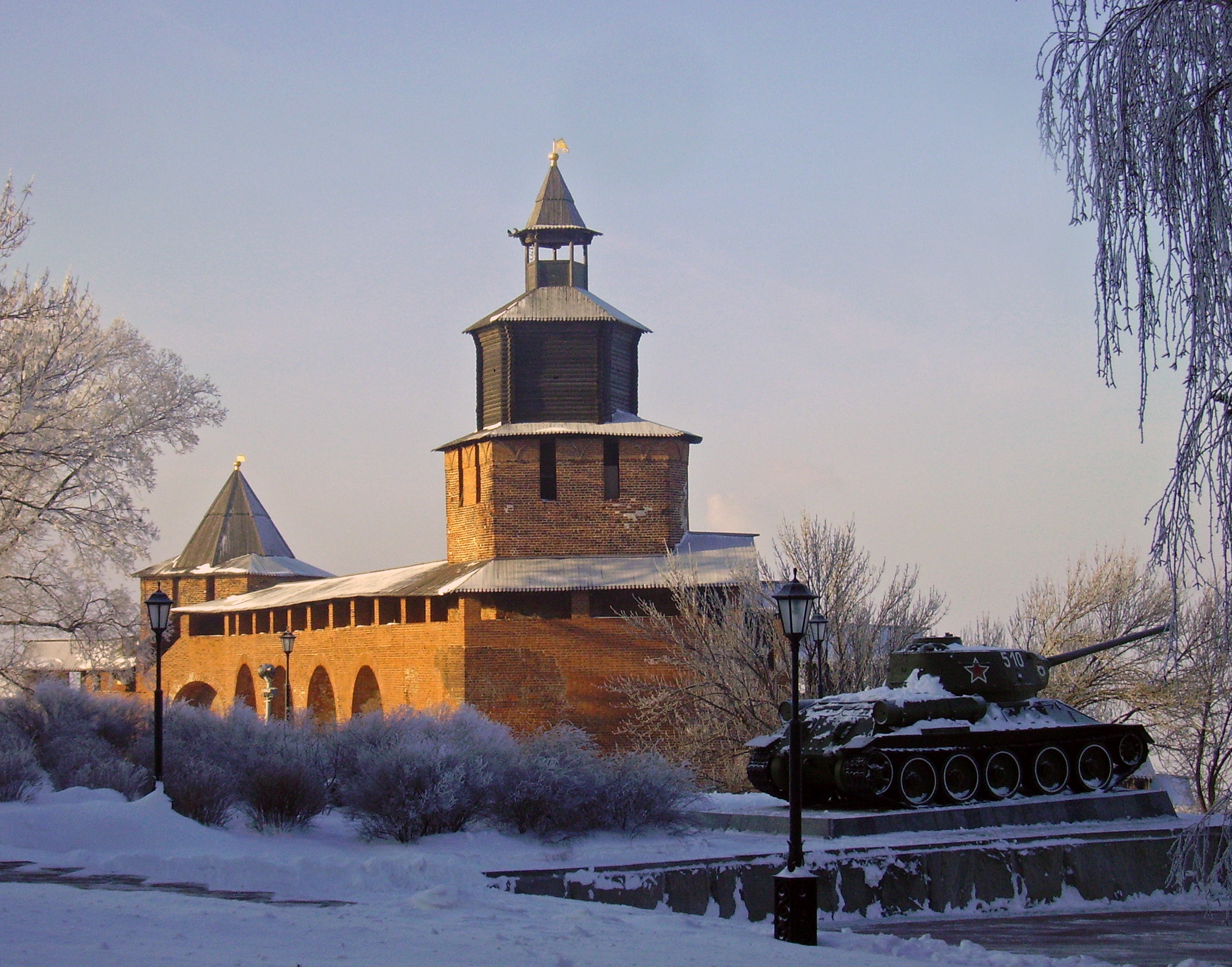
Внутренний фасад Часовой башни
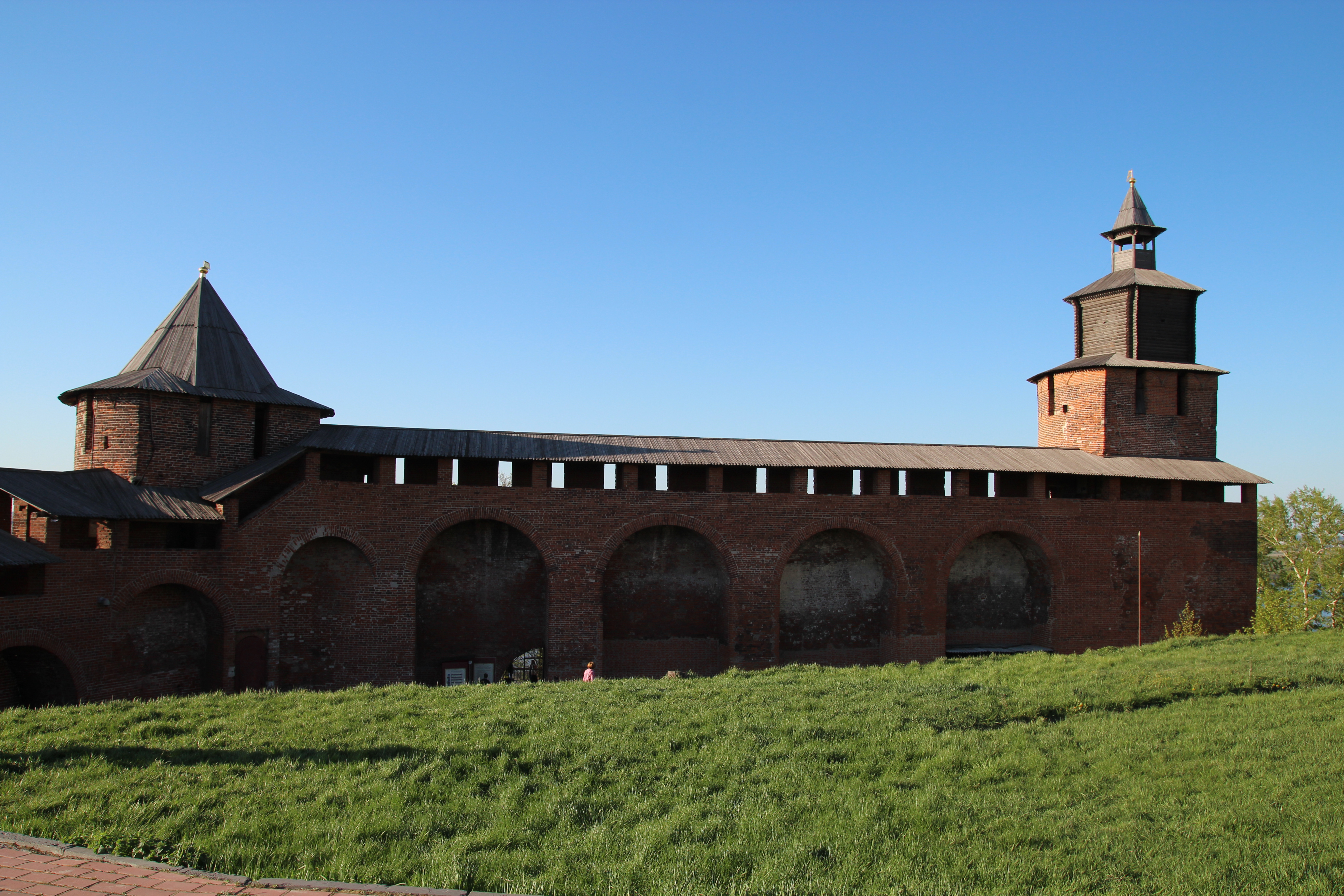
Прясло между Северной и Часовой башнями
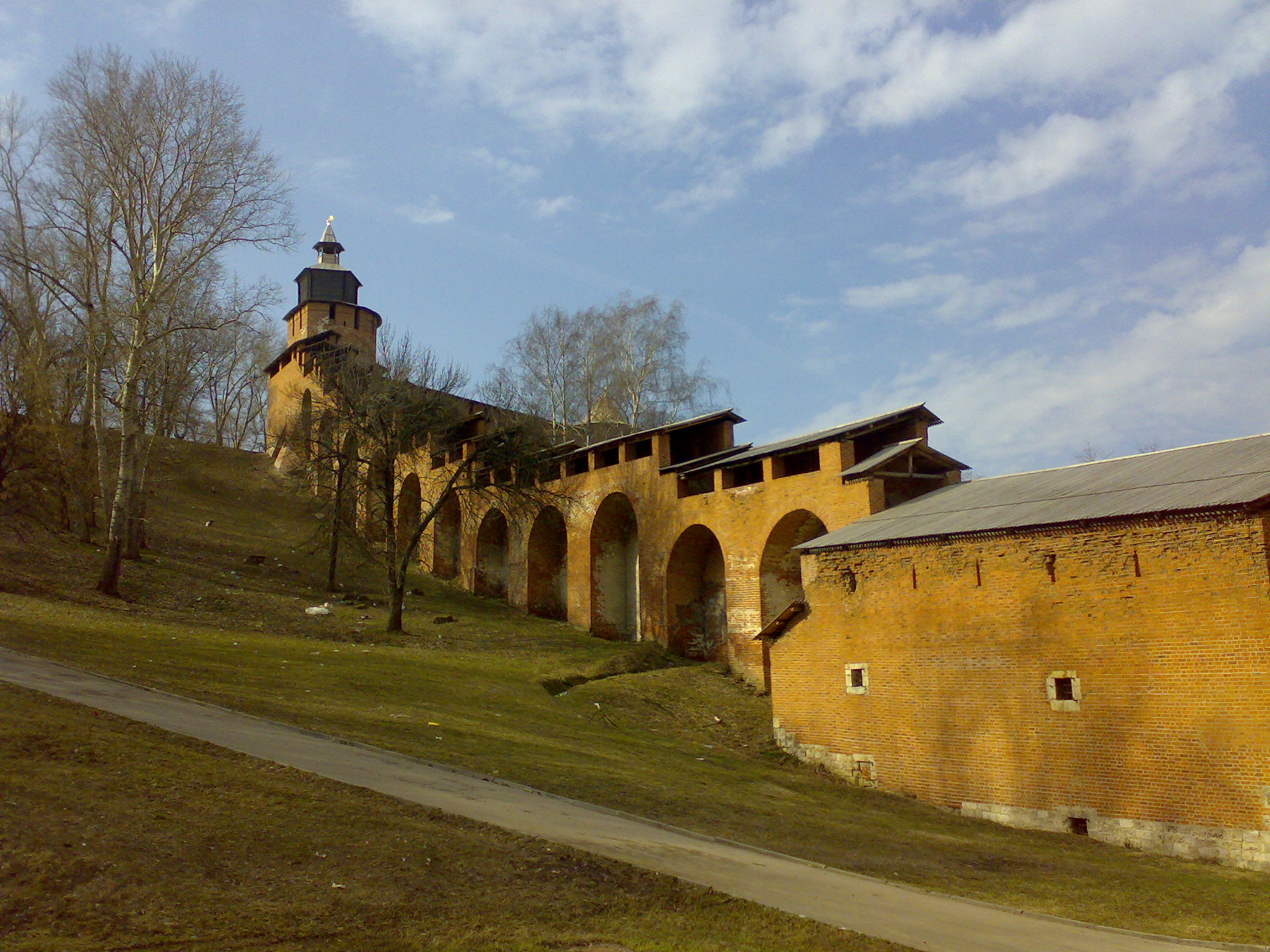
Спуск к Ивановской башне
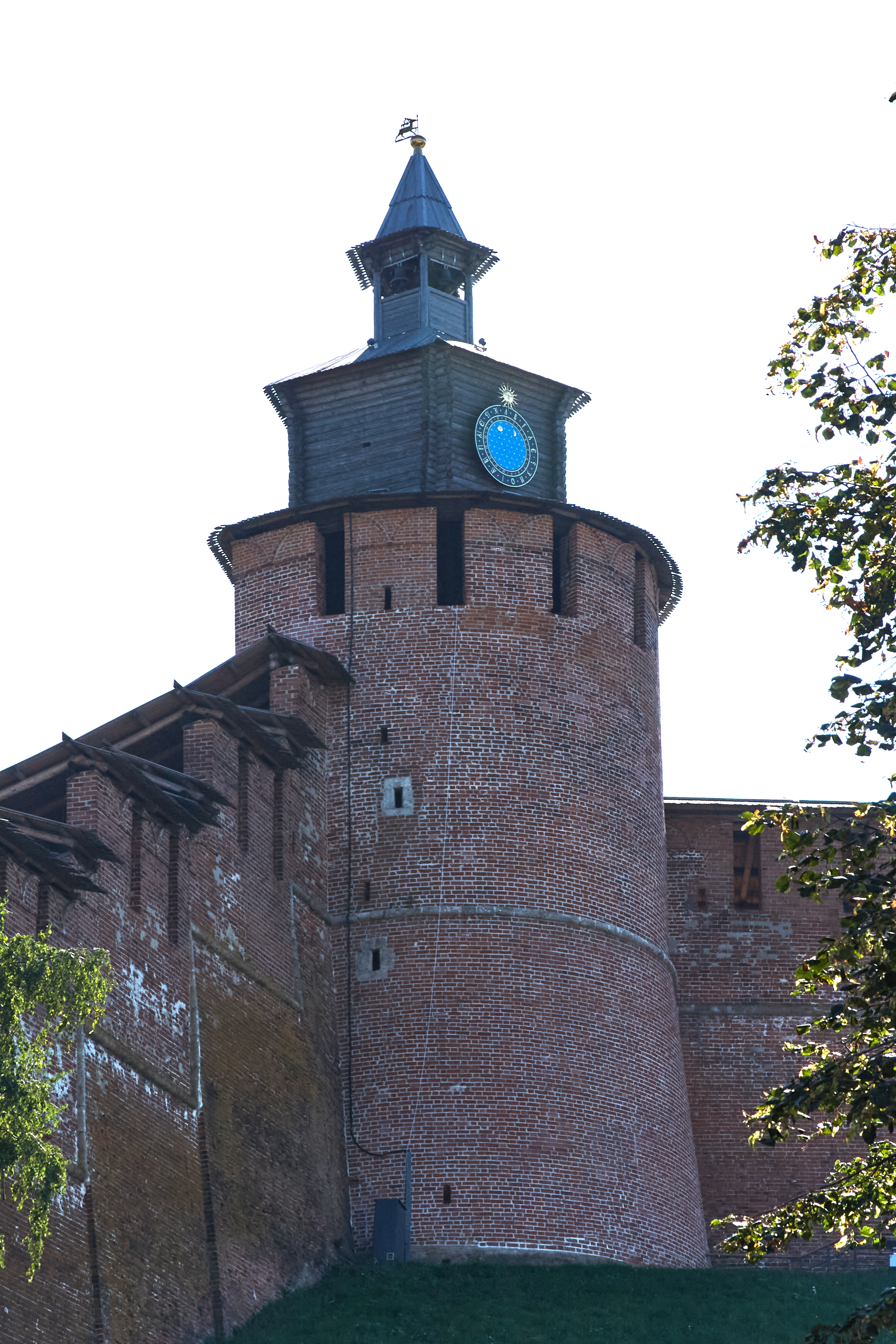
Воссозданные часы Часовой башни. Фото 2024 года